# كيفن ستيوارت
كيفن لينفورد ليفي ستيوارت (بالإنجليزية: Kevin Stewart)‏ (7 سبتمبر 1993 في منطقة أنفيلد، إنجلترا - ) هو لاعب كرة قدم إنجليزي ذو أصول جامايكية والذي يمثل منتخبهم الوطني، حيث يلعب في مركز خط وسط.

## روابط خارجية
- كيفن ستيوارت على موقع قاعدة بيانات كرة القدم.إي يو (الإنجليزية)
- كيفن ستيوارت على موقع ناشيونال فوتبول تيمز (الإنجليزية)
- كيفن ستيوارت على موقع Soccerbase.com (لاعب) (الإنجليزية)
- كيفن ستيوارت على موقع Soccerway.com (الإنجليزية)
- كيفن ستيوارت على موقع عالم كرة القدم.نت (الإنجليزية)
- كيفن ستيوارت على موقع AS.com (الإسبانية)